# 잇큐 소준

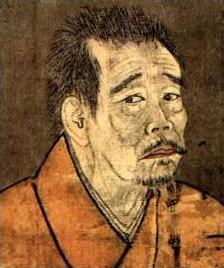
잇큐 소준

잇큐 소준(일본어: 一休 宗純 잇큐우 소우준[*], 1394년 2월 1일 ~ 1481년 12월 12일)은 일본의 선승이자 시인이다. 별스럽고 독창적인 언행으로 잘 알려져 있으며, 일본의 예술과 문학에 선불교의 정신과 이상을 접목하는 데 지대한 영향을 미쳤다. 특히 승려의 계율을 파기하고 독신주의에 반대하는 등 선불교에 대한 급진적인 접근으로 잘 알려져 있다.

## 생애

### 어린 시절
잇큐는 1394년 교토 근교의 작은 마을에서 태어났다. 그는 고코마쓰 천황과 하급 궁중 귀족 여성 사이에서 태어난 것으로 일반적으로 알려져 있다. 어머니는 사가로 피신해야 했고, 잇큐는 그곳에서 하인들의 손에 자랐다. 5세가 되었을 때 잇큐는 어머니와 헤어져 교토의 임제종 사찰인 안코쿠지의 수행승이 되었다. 이 사찰의 승려들은 오산선이라 불리는 방식으로 중국의 문화와 언어를 가르쳤다. 잇큐는 슈켄이라는 법명을 받았으며, 중국의 시와 예술, 문학을 배웠다.

### 수행과 깨달음
13세가 된 잇큐는 교토의 켄닌지에 들어가 유명한 승려인 보테쓰 밑에서 선을 배웠다. 이곳에서 잇큐는 형식에 얽매이지 않는 시를 자주 쓰기 시작했다. 그는 자신의 시를 통해 켄닌지 지도부를 공개적으로 비판했는데, 주변에서 보이는 사회적 계층화와 좌선 수행의 부재를 개탄했기 때문이다. 1410년, 16세가 된 잇큐는 켄닌지를 떠나 세이소라는 주지가 있는 미부데라에 들어갔다. 하지만 오래 머물지 않았고, 곧 비와호 지역의 사이킨지로 옮겨갔는데, 이곳에서 그는 켄오라는 주지의 유일한 제자가 되었다. 잇큐는 마침내 자신이 생각하는 진정한 임제선을 가르치는 스승을 만난 것 같았다. 켄오는 예측할 수 없는 교수법을 가졌으며 좌선의 우월성을 굳게 믿었다. 1414년, 잇큐가 21세였을 때 켄오가 죽었다. 잇큐는 장례식을 치르고 7일 동안 단식했다. 절망에 빠진 잇큐는 비와호에 투신하여 자살을 시도했으나, 호숫가에 있던 어머니의 하인이 만류하여 뜻을 이루지 못했다.
잇큐는 곧 다이토쿠지의 말사인 젠코안에서 카소라는 새로운 스승을 만났다. 카소는 교수법이 켄오와 매우 비슷했다. 수년간 그는 주어진 공안에 매진하며 교토의 한 상인을 위해 인형을 만들었다. 1418년 잇큐는 《무문관》(유명한 49개의 공안 모음집)의 15칙인 "동산의 세 대(혹은 예순 대?)"를 받았는데, 이는 동산이 절에서 절로 떠돌아다니다가 운문에게 꾸중을 듣고 깨달음을 얻는 내용이다. 어느 날 맹인 가객들이 절에서 공연을 했는데, 잇큐는 음악에 심취해 있다가 공안을 깨달았다. 이러한 이해를 인정하여 카소는 슈켄에게 '한 번의 멈춤'이라는 뜻의 잇큐라는 법명을 주었다. 1420년, 잇큐는 비와호의 배 위에서 명상을 하다가 까마귀 소리를 듣고 깨달음을 얻었다.
잇큐가 카소에게 이 경험을 이야기하자, 카소는 "이것은 단지 아라한의 깨달음일 뿐이다. 너는 아직 선사가 아니다"라고 답했다. 이에 잇큐는 "그렇다면 나는 아라한으로 만족하다. 나는 선사들이 싫다"고 대답했다. 그러자 카소는 "하하, 이제 너야말로 진정한 선사로구나"라고 선언했다. 카소는 잇큐의 큰 깨달음을 확인하고 인가를 수여했다. 그러나 인가를 받자 잇큐는 이를 바닥에 던지고 자리를 떴다. 카소는 인가를 보관했지만, 잇큐가 이 사실을 알게 되자 이를 찢어버렸다. 후에 제자들이 이를 다시 이어 붙였지만, 잇큐는 이를 완전히 불태워버렸다.
잇큐는 결국 절을 운영하게 된 요소라는 선배 수행승의 질투심에 부딪혔다. 잇큐의 시에서 요소는 물질에 지나치게 집착하며 절의 번영을 위해 선을 팔아넘기는 인물로 등장한다.

### 방랑
잇큐는 때때로 말썽꾸러기였다. 술을 과하게 마시는 것으로 알려진 그는 손님들에 대한 자신의 발언과 행동으로 카소를 자주 당혹스럽게 했다. 이에 카소는 요소에게 인가를 주고 법맥을 잇게 했다. 잇큐는 곧바로 절을 떠나 수년간 방랑 생활을 했다. 하지만 그는 홀로 지내지는 않았는데, 당시 저명한 예술가와 시인들과 정기적으로 교류했기 때문이다. 이 무렵 그는 모리라는 맹인 가수와 성적 관계를 맺었는데, 모리는 잇큐 말년의 연인이 되었다.

잇큐는 공식적인 종교 기관 밖에서 선을 실천하고자 했다. 하지만 오닌의 난으로 다이토쿠지가 잿더미가 되자, 말년에 그는 이곳의 주지로 추대되어 마지못해 그 역할을 맡게 되었다. 이로써 그는 가장 중요한 선불교 법맥 중 하나의 일원이 되었다. 그러나 잇큐는 자신의 제자들 중 누구에게도 공식적인 인가를 주지 않았으며, 그의 의도를 다음과 같이 밝혔다. "나는 지금까지 누구에게도 인가를 준 적이 없다... 그러니 내가 죽은 뒤에 누군가 내 인가를 받았다고 주장한다면, 관가에 신고하여 사기죄로 처벌받게 해야 할 것이다. 이런 이유로 나는 유언장을 통해 모두에게 사실을 알리는 것이다." 생의 마지막 무렵, 잇큐는 제자들에게 이렇게 말했다.
내가 죽은 뒤 너희들 중 일부는 산림에 은거하여 참선할 것이고, 다른 이들은 술을 마시고 여인들과 어울릴 것이다. 두 가지 모두 훌륭한 선이다. 하지만 만약 누군가 전문 승려가 되어 '선이 곧 도'라는 따위를 지껄인다면, 그들이야말로 나의 적이다. 나는 단 한 번도 인가를 준 적이 없으니, 만약 누군가 내게서 그런 것을 받았다고 주장한다면 그자를 체포하라!
1481년, 잇큐는 심한 학질로 87세의 나이에 세상을 떠났다.

## 비독신주의
잇큐는 일상의 평범한 활동이 불성을 표현한다고 본 중국 선사 임제와 깊은 유대감을 느꼈다. 임제는 "대소변을 누는 것도 그저 인간다울 뿐이니, 배고프면 먹고 피곤하면 자고, 모든 상황의 주인이 되어라!"라고 말했다. 야나기다에 따르면, 이는 "인간 존재의 근본적 가치"를 인정하는 것을 의미한다. 잇큐는 이러한 태도에 영감을 받아 성적 욕구까지도 포함시켰다. "목이 마르면 물을 꿈꾸고, 추우면 따뜻한 외투를 꿈꾸듯이, 나는 침실의 즐거움을 꿈꾼다. 이것이 바로 내 본성이다!"라고 잇큐는 말했다.

잇큐에게 성은 영적 수행의 한 형태였다. 그는 성을 욕망과 보리의 불이성이라는 관점에서 바라보았고, 이는 또한 자신의 깨달음을 시험하는 수단이 되기도 했다. 존 스티븐스에 따르면, "잇큐에게 있어 정념은 진정한 깨달음이 단련되는 모루와 같았다." 잇큐는 성관계가 좌선이나 공안 수행보다 낫다고 적었다.
임제의 제자들은 결코 선의 진의를 깨닫지 못했다.
그러나 나, 눈먼 당나귀는 진리를 안다.
사랑의 유희는 그대를 불멸케 할 수 있노라.
단 하룻밤 사랑의 가을바람이 헛된 좌선 십만 년보다 낫다...

승려들에게는 억지스러운 공안과 복잡한 답변뿐,
끝없이 관리와 부유한 시주들에게 아부할 뿐.
법우들이여, 그토록 자부심 높으니 말하리라.
금란을 입은 기녀가 그대들 누구보다도 값지도다.
잇큐는 또한 밀교에서 발견되는 육신이 곧 진정한 부처라는 관점을 받아들였다. 따라서 그가 선을 수행할 때는 마음뿐만 아니라 몸으로도 수행했다. 연금술의 언어를 차용한 이러한 밀교적 태도는 다음과 같이 나타난다.
색을 좋아하는 승려라 비난하는가!
뜨거운 피가 솟구쳐 정념이 가득하구나.
그러나 욕망은 모든 정념을 소진시켜
비천한 쇠를 순금으로 바꾸리라.

연꽃은
진흙에 물들지 않나니
이 이슬방울 같은 형상이
있는 그대로
진리의 참모습을 드러내노라.

## 유산
잇큐는 선불교 역사상 가장 중요하고도 파격적인 인물 중 하나이다. 일본의 어린이들에게 그는 장난기 많고 스승들과 쇼군을 늘 능수능란하게 따돌리는 민간 영웅이다. 이는 구전으로 전해 내려오는 이야기들뿐 아니라 크게 인기를 끈 TV 애니메이션 시리즈 《잇큐상》 덕분이기도 하다.
일본 임제선 전통에서 그는 이단자이자 성인으로 여겨진다. 그는 종교적 맥락에서 성을 다룬 몇 안 되는 선승 중 한 명이었으며, 연인, 기녀, 승려 간의 동성애를 포함한 사랑과 성관계가 깨달음을 더욱 깊게 한다고 주장하여 두드러졌다. 그는 성이 인간의 본성의 일부이며, 따라서 위선적인 조직이나 세속적 추구보다 순수하다고 믿었다. 동시에 그는 선불교가 관료주의적 정치화를 경계해야 한다고 경고했다.
일반적으로 그는 임제선의 보화종파에 가장 큰 영향을 준 인물 중 하나로 여겨지는데, 이는 그가 일본 중세 시대의 가장 유명한 탁발 피리 연주자 중 한 명이기 때문이다. "무라사키 레이보"라는 곡이 그의 작품으로 전해진다. 그는 일본의 다도에 큰 영향을 준 인물로 인정받으며, 중세 일본의 가장 위대한 서예가이자 수묵화 예술가 중 한 명으로 명성이 높다.

잇큐는 당시 많은 일본 작가들이 사용하던 간분으로 한문을 썼다. 예를 들어 "내 손을 모리의 손이라 부르며"라는 시가 있다.
我手何似森手 내 손은 어찌 모리의 손과 닮았는가.
自信公風流主 나는 그가 사랑의 유희의 달인임을 믿노라.
發病治玉茎萌 내가 병이 들면 그는 옥경을 치료할 수 있으리.
且喜我会裏衆 그리고 내 모임의 승려들은 기뻐하는구나.
잇큐는 또한 그의 제자가 된 지옥 기녀와도 인연이 있다.

## 대중문화
- 도에이 애니메이션은 안코쿠지에서의 잇큐의 어린 시절 기록을 바탕으로 역사 코미디 애니메이션 《잇큐상》(一休さん)을 제작했으며,[20] 1975년 10월 15일부터 1982년 6월 28일까지 TV 아사히에서 방영되었다. 이 애니메이션은 야부키 키미오가 연출하고 쓰지 마코토, 야마자키 다다키, 오카와 히사오, 다무라 다쓰오, 야마우라 히로야스, 후지카와 케이스케가 각본을 맡았다. 이 시리즈는 일본과 아시아 전역에서 전 연령층의 호응을 얻었다. 1976년에는 그해 여름 도에이 만화 마쓰리 영화제의 일환으로 극장판이 개봉되었다.
- OVA 《R.O.D》에서 잇큐의 복제인간이 등장하는데, 모두 유명 역사적 인물들의 복제인간인 빌런들의 지도자 역할을 맡았다.
- 다니엘레 볼렐리는 저서 《전사의 길》(On the Warrior's Path) 제2판에서 잇큐를 자신의 "영웅이자 철학적 롤모델"이라고 언급했다. 그는 또한 《알면 안 되는 50가지 이야기: 종교편》(50 Things You're Not Supposed to Know: Religion)의 한 장과 팟캐스트 《History on Fire》의 두 에피소드에서 잇큐의 생애를 다루었다.[21]
- 일본의 만화가 사카구치 히사시는 잇큐에 관한 민간 설화를 바탕으로 《앗칸베에 잇큐》(あっかんべェ一休)라는 전기 만화를 썼다. 이 만화는 4권으로 나뉘어 카탈루냐어, 스페인어, 프랑스어, 독일어, 이탈리아어로 번역되었다.
- 만화 《방과 후의 카리스마》에서 잇큐의 복제인간이 유명 역사적 인물들의 복제인간들로 가득한 특수 학교의 주요 급우들 중 한 명으로 등장한다.
- 만화가 톰 로빈스는 잇큐를 자신의 "우상"이라고 밝혔다.[22][23] 애니메이션/만화 《아이실드 21》에서 호사카와 잇큐(細川一休)는 신류지 나가 미식축구팀의 천재 코너백의 이름이다.
- PSP 게임 《GA 예술가 아트 디자인 클래스 슬랩스틱 원더랜드》(GA Geijutsuka Art Design Class Slapstick Wonderland)에서는 게임의 그림책 프로젝트 주제/최종 이야기 부분으로 어린이용 잇큐 이야기를 선택할 수 있다.
- 클리넥스 걸 원더는 잇큐에 대해 "Don't Cry, Ikkyu"라는 노래를 썼다.[24]
- 《가면라이더 고스트》 DVD 스페셜 《잇큐 아이콘 쟁탈전! 재치 있는 승부!!》에서 잇큐의 영혼은 텐쿠지 다케루(가면라이더 고스트)가 승려와 같은 잇큐 다마시 형태에 접근하도록 돕는다.

- 수요일의 캄파넬라의 노래와 PV "잇큐상".

## 같이 보기
- 일본의 불교
- 신성한 광기

## 참고문헌
- On the Warrior's Path, Daniele Bolelli, Blue Snake Books, 2008.
- The Possible Impossibles of Ikkyu the Wise, I.G. Reynolds, 1971, Macrae Smith Company, Philadelphia, Trade SBN: 8255-3012-1.
- Ikkyu and the Crazy Cloud Anthology, Sonja Arntzen, 1987, University of Tokyo Press, ISBN 0-86008-340-3.
- Unraveling Zen's Red Thread: Ikkyu's Controversial Way, Dr. Jon Carter Covell and Abbot Sobin Yamada, 1980, HollyM International, Elizabeth, New Jersey, ISBN 0-930878-19-1.
- Wild Ways: Zen Poems of Ikkyu, translated by John Stevens, published by Shambhala, Boston, 1995.
- Crow with No Mouth, versions by Stephen Berg, published by Copper Canyon Press, WA, 2000. ISBN 1-55659-152-7.
- Steiner, Evgeny. Zen-Life: Ikkyu and Beyond. Cambridge Scholars Publishing, 2014. ISBN 978-1-4438-5400-9.